# Milan Foot-Ball and Cricket Club 1903-1904
Questa voce raccoglie le informazioni riguardanti il Milan Foot-Ball and Cricket Club nelle competizioni ufficiali della stagione 1903-1904.

## Stagione
In questa stagione i rossoneri, dopo aver superato le eliminatorie battendo l'Andrea Doria, perdono le semifinali di campionato contro la Juventus. Il Milan partecipa a diverse coppe organizzate dalla federazione, tra cui la "Coppa della Federazione Ginnastica Italiana", che vince a Firenze: questa è forse la prima stagione in cui i rossoneri disputano incontri calcistici fuori dal triangolo industriale.

## Divise
La divisa è una camicia a maniche lunghe e strisce verticali sottili della stessa dimensione, rosse e nere, stemma di Milano sul petto (croce rossa su sfondo bianco), calzoncini bianchi e calzettoni neri.
| Manica sinistra · Manica sinistra · Maglietta · Maglietta · Manica destra · Manica destra · Pantaloncini · Calzettoni |

## Organigramma societario
Area direttiva
- Presidente: Alfred Edwards
- Vice presidente: Edward Nathan Berra
- Segretario: Daniele Angeloni

Area tecnica
- Allenatore: Herbert Kilpin

## Rosa
| N. |                        | Ruolo | Calciatore          |
| -- | ---------------------- | ----- | ------------------- |
|    | Italia (bandiera)      | P     | Giulio Ermolli      |
|    | Italia (bandiera)      | P     | Gerolamo Radice     |
|    | Inghilterra (bandiera) | D     | Herbert Kilpin      |
|    | Italia (bandiera)      | D     | Guido Moda          |
|    | Svizzera (bandiera)    | D     | Hans Heinrich Suter |
|    | Italia (bandiera)      | C     | Daniele Angeloni    |
|    | Italia (bandiera)      | C     | Giulio Cederna      |
|    | Svizzera (bandiera)    | C     | Alfred Haberlin     |

| N. |                     | Ruolo | Calciatore        |
| -- | ------------------- | ----- | ----------------- |
|    | Italia (bandiera)   | C     | Giuseppe Rizzi    |
|    | Svizzera (bandiera) | C     | Paul Arnold Walty |
|    | Italia (bandiera)   | A     | Enrico Canfari    |
|    | Italia (bandiera)   | A     | Guerriero Colombo |
|    | Italia (bandiera)   | A     | Guido Pedroni     |
|    | Italia (bandiera)   | A     | Antonio Sala      |
|    | Italia (bandiera)   | A     | Umberto Scotti    |

## Calciomercato
| Acquisti | Acquisti       | Acquisti | Acquisti   |
| R.       | Nome           | da       | Modalità   |
| -------- | -------------- | -------- | ---------- |
| A        | Enrico Canfari | Juventus | definitivo |

| Cessioni | Cessioni          | Cessioni | Cessioni      |
| R.       | Nome              | a        | Modalità      |
| -------- | ----------------- | -------- | ------------- |
| C        | Giannino Camperio |          | fine carriera |
| A        | Domenico Galli    |          | fine carriera |
| A        | Guido Gregoletto  |          | fine carriera |

## Risultati

### Prima Categoria

#### Eliminatoria interregionale ligure-lombarda
| Arbitro: | Spensley (Genova) |

|            |           |  |
| Kilpin 75’ | Marcatori |  |

#### Semifinale
| Arbitro: | Bosisio (Milano) |

|        |           |         |
| Scotti | Marcatori | Streule |

| Arbitro: | Dobbie (Torino) |

|  |           |                            |
|  | Marcatori | Streule Ferraris I Gibezzi |

### Torneo FGNI

#### Eliminatoria lombarda
| Milano 22 maggio 1904 Prima partita | Milan | 2 – 0 (tav.) referto | Mediolanum | Campo Acquabella |

| Arbitro: | Bosisio (Milano) |

|               |           |   |
| Pedroni Trerè | Marcatori | ? |

#### Finale
| Arbitro: | Bosisio (Milano) |

|   |           |   |
| ? | Marcatori | ? |

### Palla Dapples

#### Finale
| Arbitro: | Calì (Genova) |

|   |           |       |
| ? | Marcatori | Suter |

## Statistiche

### Statistiche di squadra
| Competizione    | Punti | In casa | In casa | In casa | In casa | In casa | In casa | In trasferta | In trasferta | In trasferta | In trasferta | In trasferta | In trasferta | Totale | Totale | Totale | Totale | Totale | Totale | DR |
| Competizione    | Punti | G       | V       | N       | P       | Gf      | Gs      | G            | V            | N            | P            | Gf           | Gs           | G      | V      | N      | P      | Gf     | Gs     | DR |
| --------------- | ----- | ------- | ------- | ------- | ------- | ------- | ------- | ------------ | ------------ | ------------ | ------------ | ------------ | ------------ | ------ | ------ | ------ | ------ | ------ | ------ | -- |
| Prima Categoria | 3     | 3       | 1       | 1       | 1       | 2       | 4       | 0            | 0            | 0            | 0            | 0            | 0            | 3      | 1      | 1      | 1      | 2      | 4      | -2 |
| Torneo FGNI     | -     | 3       | 3       | 0       | 0       | 7       | 3       | 0            | 0            | 0            | 0            | 0            | 0            | 3      | 3      | 0      | 0      | 7      | 3      | +4 |
| Palla Dapples   | -     | 0       | 0       | 0       | 0       | 0       | 0       | 1            | 0            | 0            | 1            | 1            | 2            | 1      | 0      | 0      | 1      | 1      | 2      | -1 |
| Totale          | 3     | 6       | 4       | 1       | 1       | 9       | 7       | 1            | 0            | 0            | 1            | 1            | 2            | 7      | 4      | 1      | 2      | 10     | 9      | +1 |

### Statistiche dei giocatori
| Giocatore   | Prima Categoria | Prima Categoria |
| Giocatore   | Presenze        | Reti            |
| ----------- | --------------- | --------------- |
| D. Angeloni | 3               | 0               |
| E. Canfari  | 3               | 0               |
| G. Cederna  | 2               | 0               |
| G. Colombo  | 3               | 0               |
| G. Ermolli  | 3               | -4              |
| A. Haberlin | 3               | 0               |
| H. Kilpin   | 3               | 1               |
| G. Moda I   | 1               | 0               |
| G. Pedroni  | 3               | 0               |
| G. Radice   | 0               | 0               |
| G. Rizzi    | 0               | 0               |
| A. Sala     | 1               | 0               |
| U. Scotti   | 3               | 1               |
| H. H. Suter | 2               | 0               |
| P. A. Walty | 3               | 0               |